# Gaulois blessé de Délos
Le Gaulois blessé est une sculpture grecque antique de l'époque hellénistique datant du Ier siècle av. J.-C. trouvée à Délos sur l'Agora des Italiens et attribuée à Agasias d'Éphèse. La statue est exposée au musée national archéologique d'Athènes.

## Historique
La sculpture connue sous le nom de Gaulois blessé a été trouvée à Délos par l'archéologue français Salomon Reinach le 3 août 1882. La sculpture est alors en trois morceaux jointifs dont deux concernent la plinthe d'après Jean Marcadé, mais le premier rapport rédigé par Salomon Reinach, en 1884, ne cite que deux morceaux. Le premier comprenait la plinthe, le casque et le bas de la jambe droite, tandis que le second comprend le reste de la statue. 
Salomon Reinach a fait transporter[Quand ?] les deux fragments au musée provisoire de Mykonos ainsi que le fragment de base trouvé à proximité et portant le nom d'Agasias, fils de Ménophilos. 
Il dessine les deux fragments trouvés dans l'article sur ses découvertes de Délos, publié dans le volume 8 du Bulletin de correspondance hellénique de 1884.
Les morceaux de la statue sont ensuite remis au musée national archéologique d'Athènes[Quand ?]. En 1887, la statue recomposée est exposée dans le musée dans la salle du guerrier.
Un bras gauche a été trouvé dans le Lac Sacré en octobre 1906 par Gabriel Leroux. D'abord déposé au musée de Délos, il a été transféré de Délos au musée national archéologique d'Athènes en 1950 et réajusté au torse du Gaulois blessé par le sculpteur St. Triantis.
La tête du guerrier a d'abord été connue sous le nom de « tête de Myconos ». Elle était apparue dans les années 1890 et donnée au musée de Délos en 1905 où elle est restée jusqu'en 1973. L'idée de l'appartenance de cette tête à la statue du Gaulois blessé a été proposée rapidement, mais en l'absence du bras gauche, il était impossible de savoir comment elle pouvait se lier à la statue. Finalement cette hypothèse avait été abandonnée par Piotr R. von Bieńkowski, en 1908, et Gabriel Leroux, en 1910, après un essai de montage avec des moulages au Musée de Saint-Germain-en-Laye par Salomon Reinach. Après plusieurs controverses, un essai de montage a été fait avec un moulage de la tête en 1972, puis devant le succès de cette opération, le marbre de la tête a été placé sur la statue du Gaulois blessé en 1973.

## Description
Au moment de la découverte des deux morceaux du guerrier, Salomon Reinach a fait le rapprochement avec le Gladiateur Borghèse dont il a remarqué « la même science anatomique, la même perfection un peu froide dans le modelé du marbre ». La statue du Gladiateur Borghèse porte la signature d'Agasias d'Éphèse, fils de Dôsithéos. Mais il trouve que l'analogie est surtout frappante avec le Galate blessé du musée archéologique national de Naples et remarque l'identité des casques. 

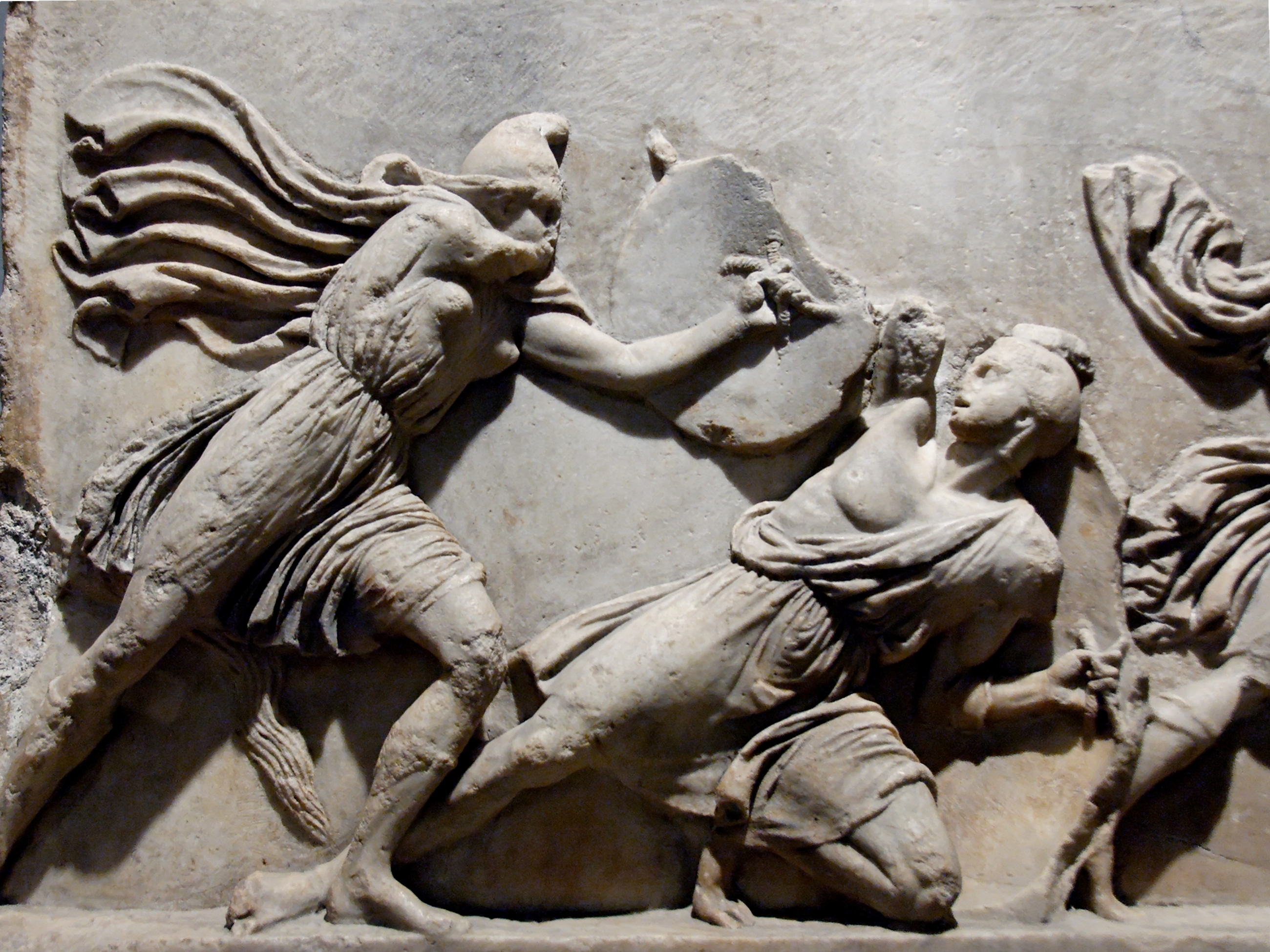
Amazonomachie du Mausolée d'Halicarnasse
British Museum

La statue représente un guerrier nu tombé blessé sur son genou droit. Un trou situé sur la face interne de la cuisse au-dessus du genou montre qu'il a été atteint par une flèche. Son casque à cornes avec garde-joues et couvre-nuque, caractéristique des Gaulois, est tombé au sol. Crispé par la douleur, il s'est redressé en s'appuyant sur la jambe gauche pour parer le coup que s'apprête à lui donner son adversaire. Jean Marcadé a remarqué que cette position du guerrier est souvent représentée, sur la frise sud du temple d'Athéna Niké du Musée de l'Acropole d'Athènes, ou sur la frise des Amazones du Mausolée d'Halicarnasse exposée au British Museum.

### Monument commémoratif de la victoire d'AttaleIersur l'Acropole de Pergame
Ce type de statues fait penser à la série des statues de guerriers terrassés ou combattants que l'on peut rapprocher de l'ex-voto du roi Attale Ier de Pergame. Une copie de cette sculpture intitulée Galate mourant, attribuée à Épigonos, est conservée au musée du Capitole.
Les rois de Pergame Attale Ier (241 à 197 av. J.-C.) et Eumène II (197 à 159 av. J.-C.) ont lutté pendant quarante ans contre les Gaulois, que les Grecs appellent Galates, avant de les vaincre. Attale Ier ayant remporté une victoire sur les Gaulois en 237 av. J.-C., il a édifié vers 220 av. J.-C. des groupes de statues en divers lieux pour célébrer son succès, à savoir :
1. une série de groupes sur l'Acropole d'Athènes mentionnés par Pausanias, dont il reste des Gaulois morts ou combattants, des Amazones, des Géants et des Perses, découverts à Rome au XVIe siècle,
2. un ensemble de grandes statues disposées en fronton, se trouvant dans le sanctuaire d’Athéna Nikephoros sur l'Acropole de Pergame, près du Grand autel. Il en reste les copies romaines du Galate mourant du Musée du Capitole, et du groupe du Gaulois se tuant avec sa femme découvert lors de la construction au XVIIe siècle de la villa Ludovisi, aujourd'hui exposé au palais Altemps[6].

| Image 1                              |
| Gladiateur Borghèse Musée du Louvre. |

| Image 2.                                             |
| Galate blessé Musée archéologique national de Naples |

| Image 3                        |
| Gaulois blessé Musée du Louvre |

| Image 4                          |
| Galate mourant Musée du Capitole |

| Image 5                                       |
| Gaulois se tuant avec sa femme Palais Altemps |

Pour Salomon Reinach, il n'est pas douteux que le Gaulois blessé de Délos est apparenté avec le groupe de sculptures réalisé pour l'Acropole de Pergame.

### L'agora des Italiens à Délos

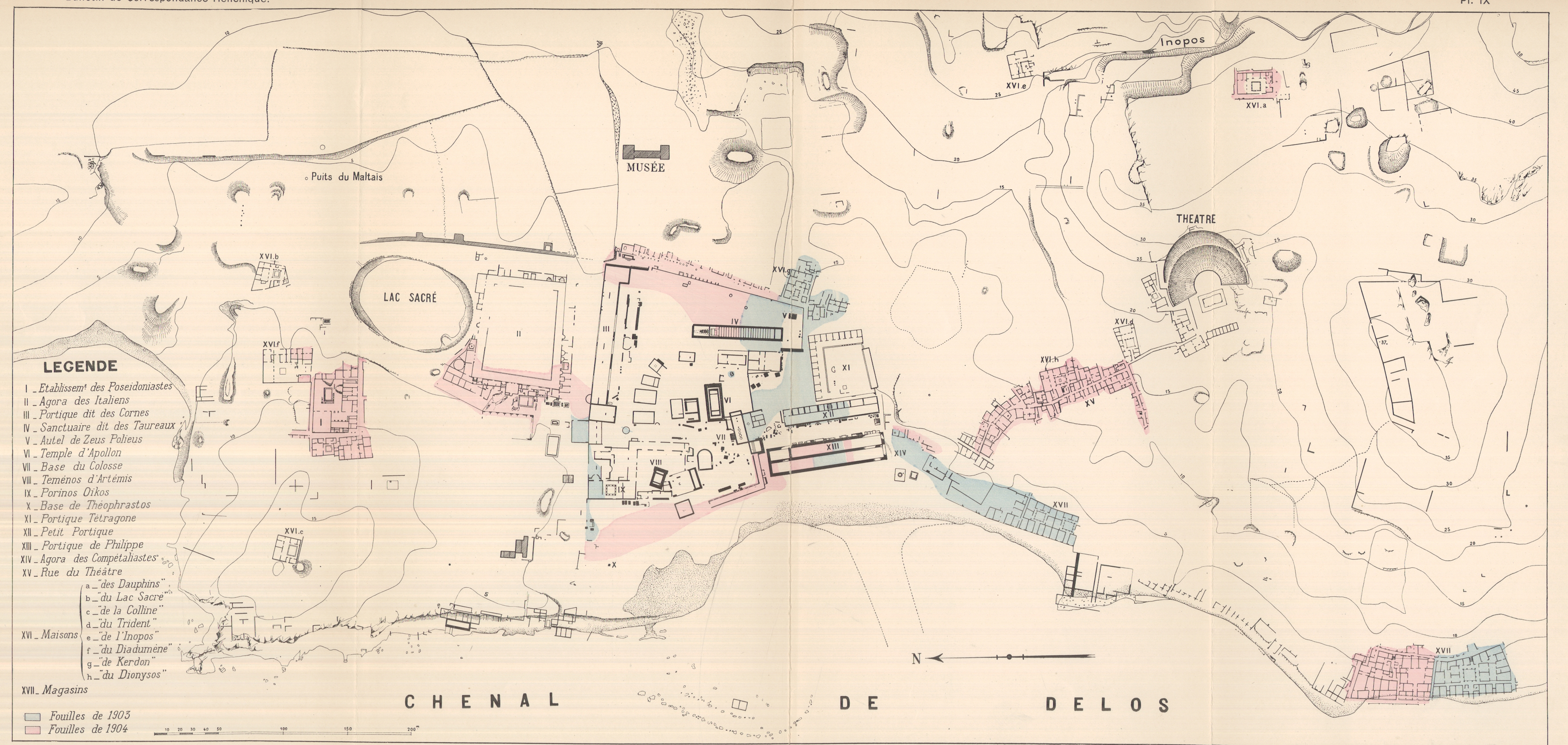
Plan des fouilles de Délos en 1903-1904

L'agora des Italiens a été construite au IIe siècle av. J.-C. entre le sanctuaire d'Apollon et le Lac Sacré. Elle a la forme d'un trapèze irrégulier. Les grands côtés mesurent 80,60 m au nord, 83,20 m au sud, et les petits côtés 61,95 m à l'est et 68,45 m à l'ouest. La place était bordée de portiques et de boutiques. Des statues étaient placées dans des niches. Certaines statues honoraient des Italiens présents sur l'île. La statue représentant un Gaulois blessé se trouvait dans une des niches, probablement la niche no 41, mais ce positionnement est discuté. Le roi Attale Ier avait offert un monument célébrant sa victoire sur les Galates à l'entrée du sanctuaire d'Apollon, à l'extrémité nord du portique sud.